# Cameron Creek
Cameron Creek är ett vattendrag i Kanada.   Det ligger i provinsen Alberta, i den centrala delen av landet, 2 800 km väster om huvudstaden Ottawa.
I omgivningarna runt Cameron Creek växer i huvudsak blandskog. Trakten runt Cameron Creek är nära nog obefolkad, med mindre än två invånare per kvadratkilometer.